# Brent Knoll
Brent Knoll est une paroisse civile et un village du Somerset, en Angleterre.